# Bolitoglossa robusta
Bolitoglossa robusta é uma espécie de anfíbio caudado pertencente à família Plethodontidae, sub-família Plethodontinae.